# محطة قطار جامعة سيدي عبد الله
محطة قطار جامعة سيدي عبد الله هي محطة قطارات بسيدي عبد الله في ولاية الجزائر ضمن سهل متيجة قرب الطريق الوطني رقم 63، وتنطلق منها أنواع عديدة من القطارات على اختلاف درجاتها إلى جميع نواحي الجزائر · .

## تاريخ

### الإنشاء
يرجع إنشاء محطة جامعة سيدي عبد الله إلى بداية القرن الواحد والعشرين عام 2016م. وكان مبنى هذه المحطة قد تم تشييده عند افتتاح خط سكة حديد من زرالدة إلى بئر توتة لنقل الركاب ما بين زرالدة وبئر توتة.
وقد تزامن مشروع القطار الكهربائي الرابط بين زرالدة ومدينة الجزائر مع نزع ملكية أراض على مساره من طرف وزارة النقل الجزائرية مقابل منح تعويضات لمالكي الأراضي على مستوى سيدي عبد الله.
وقد تكفلت شركة تركية بإنجاز المشروع بالتعاون مع شركات جزائرية.
وتم الانطلاق في أشغال هذه المحطة في 3 سبتمبر 2011م لإنجاز هذا الخط المزدوج والمكهرب.
وكان تدشين هذه المحطة في 11 ديسمبر 2016م بمناسبة الذكرى 56 لمظاهرات 11 ديسمبر 1960م.

## الخطوط والمحطات الموصولة

### خط سكة حديد من زرالدة إلى بئر توتة
|  |   |  | محطات القطار                  | البلديات     | الربط بالقطار والترامواي | الربط بالمترو |
|  | - |  | ----------------------------- | ------------ | --- | ------------- |
|  | ● |  | محطة قطار زرالدة              | زرالدة       | • محطة قطار عين البنيان • محطة قطار تيبازة                                                                                    |               |
|  | ● |  | محطة قطار سيدي عبد الله       | المعالمة     | |               |
|  | ● |  | محطة قطار جامعة سيدي عبد الله | المعالمة     | |               |
|  | ● |  | محطة قطار تسالة المرجة        | تسالة المرجة | |               |
|  | ● |  | محطة قطار بئر توتة            | بئر توتة     | • محطة قطار القصبة • محطة قطار الجزائر الوسطى • محطة قطار الحراش • محطة قطار بابا علي • محطة قطار البليدة • محطة قطار العفرون |               |

## مكتبة الصور

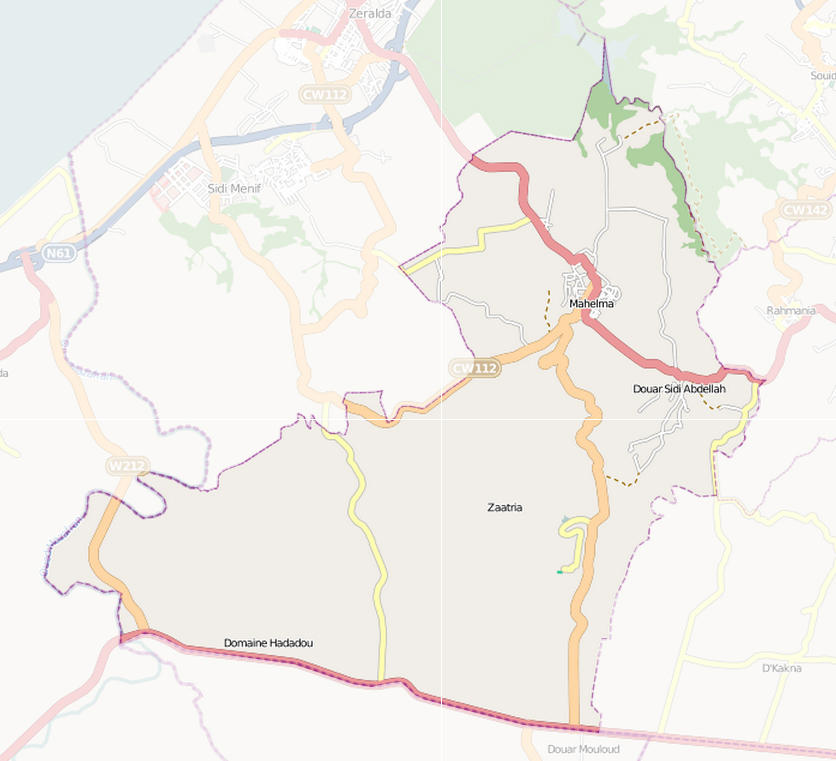
موقع حي سيدي عبد الله
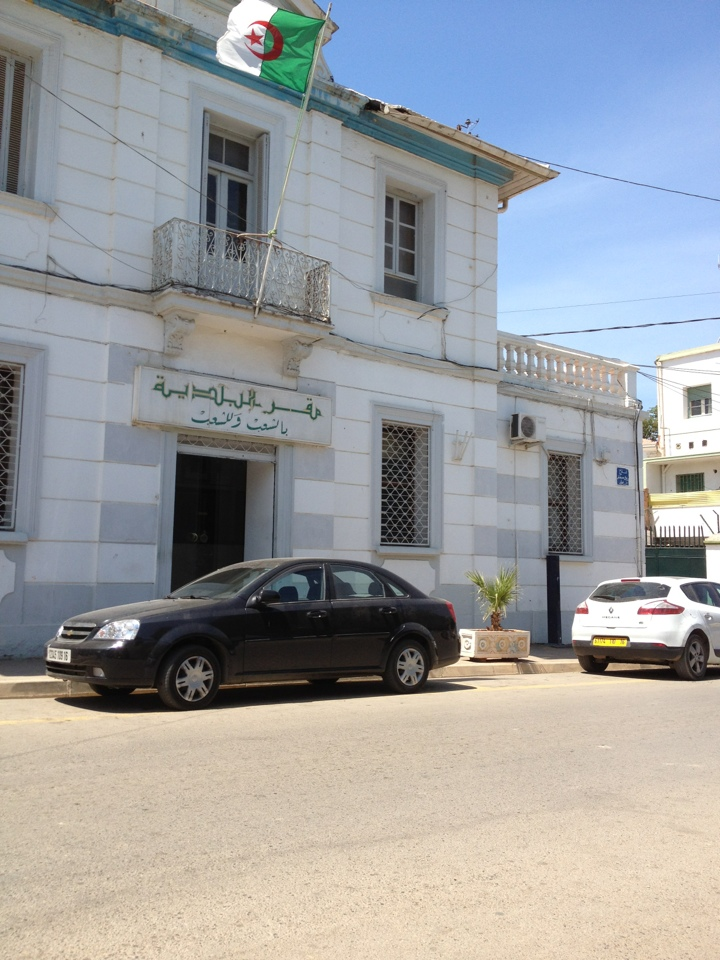
بلدية المحالمة
موقع بلدية المحالمة في ولاية الجزائر
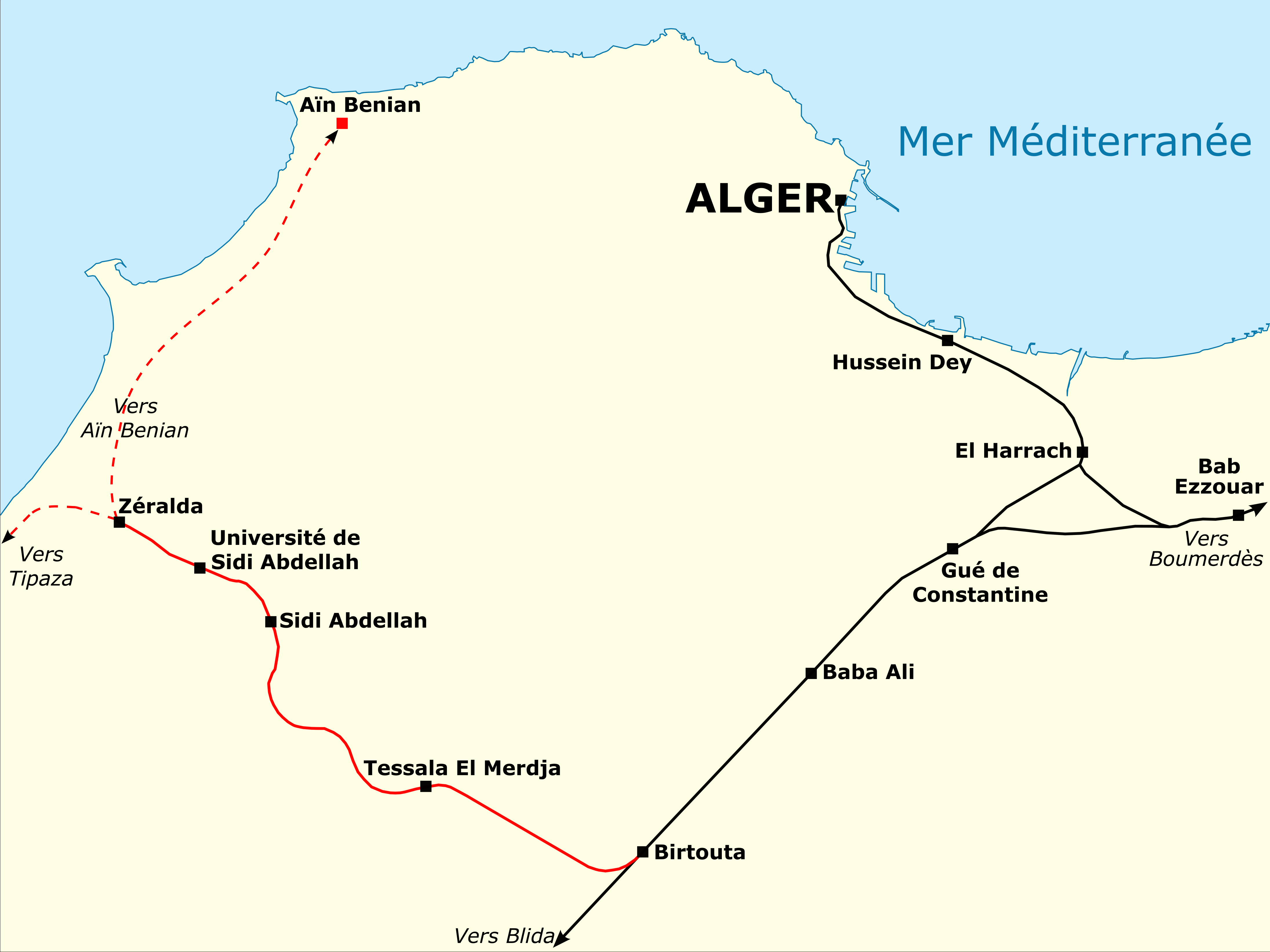
خط سكة حديد من بئر توتة إلى زرالدة
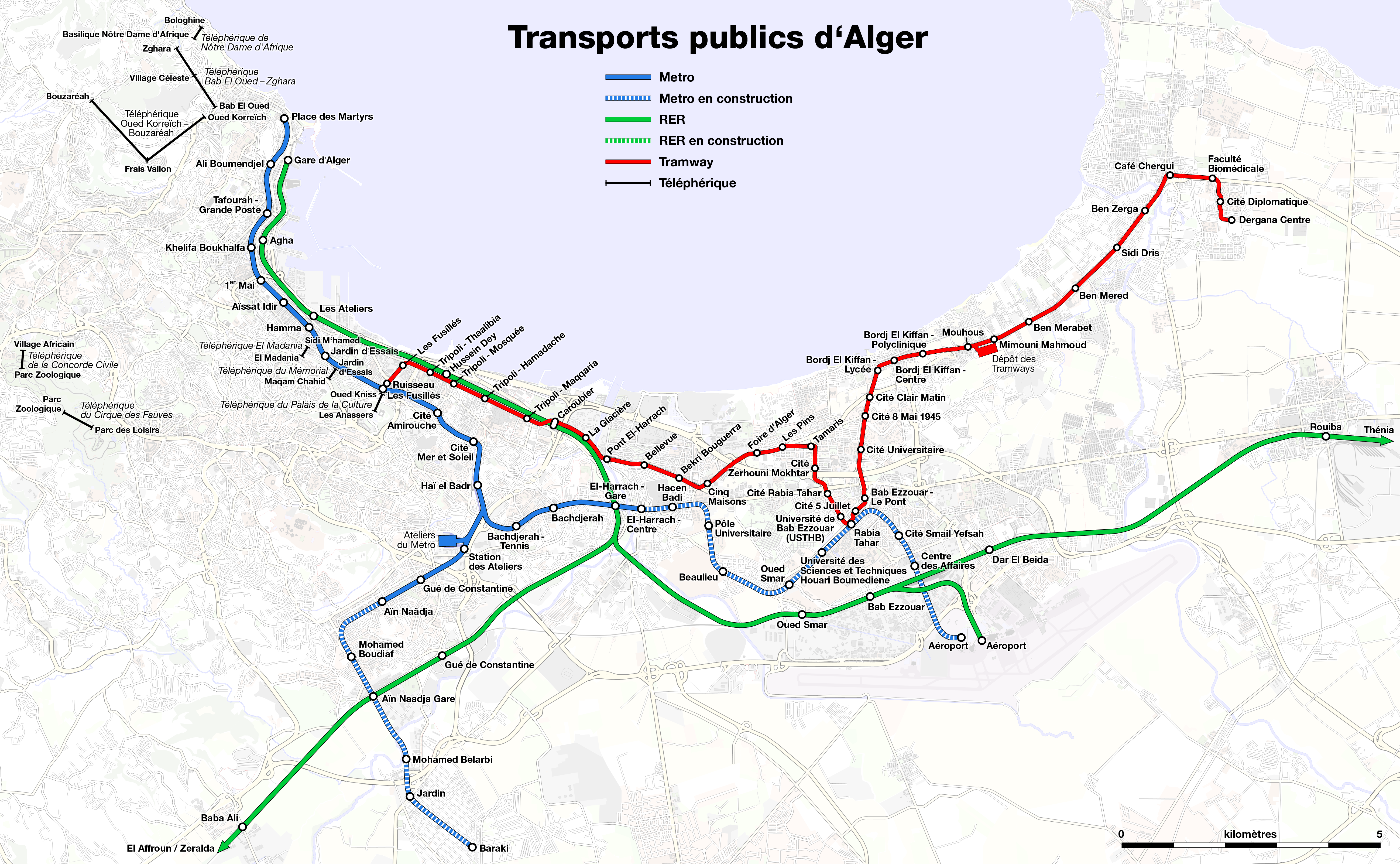
مترو الجزائر وترامواي الجزائر العاصمة
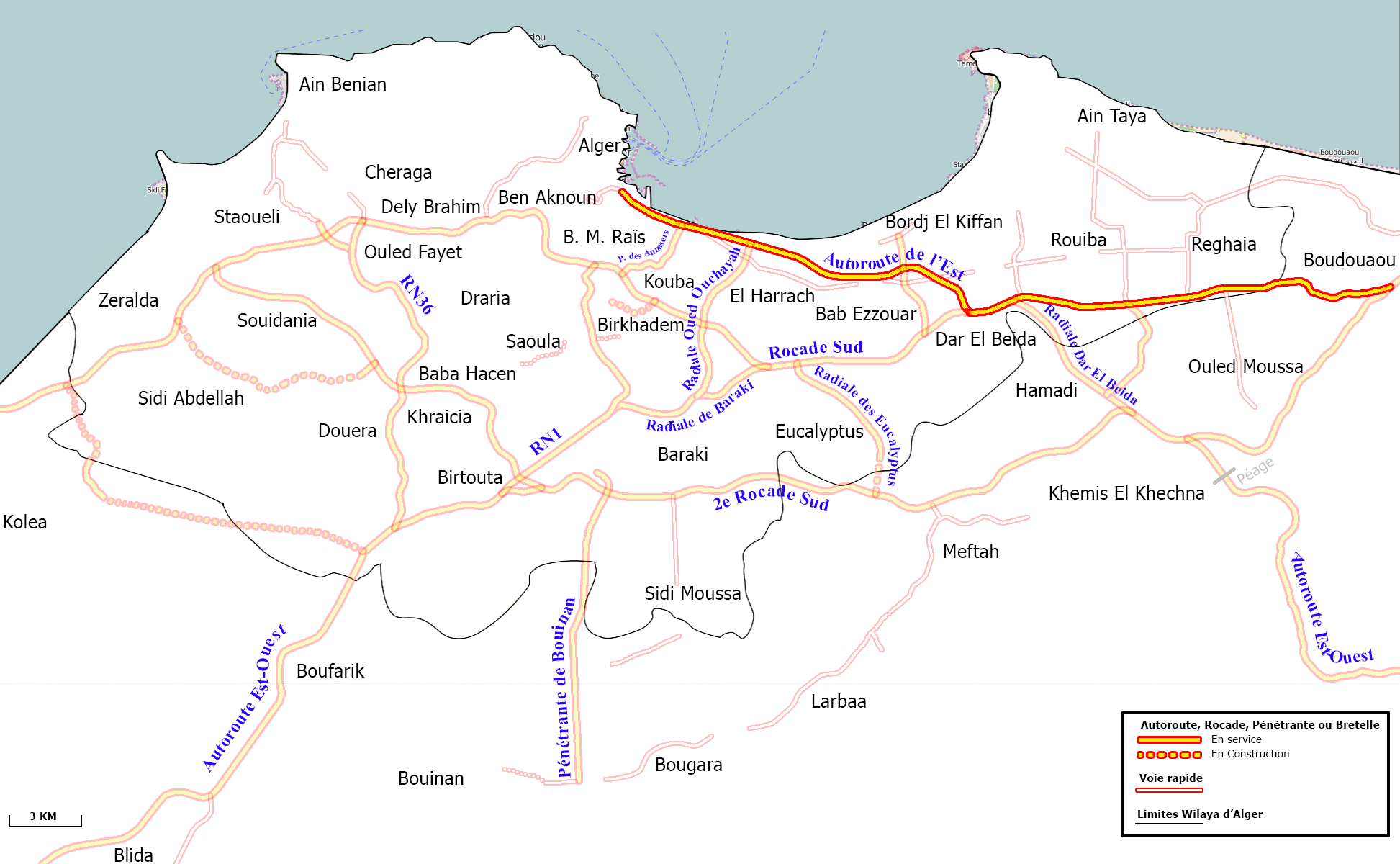
النقل في ولاية الجزائر
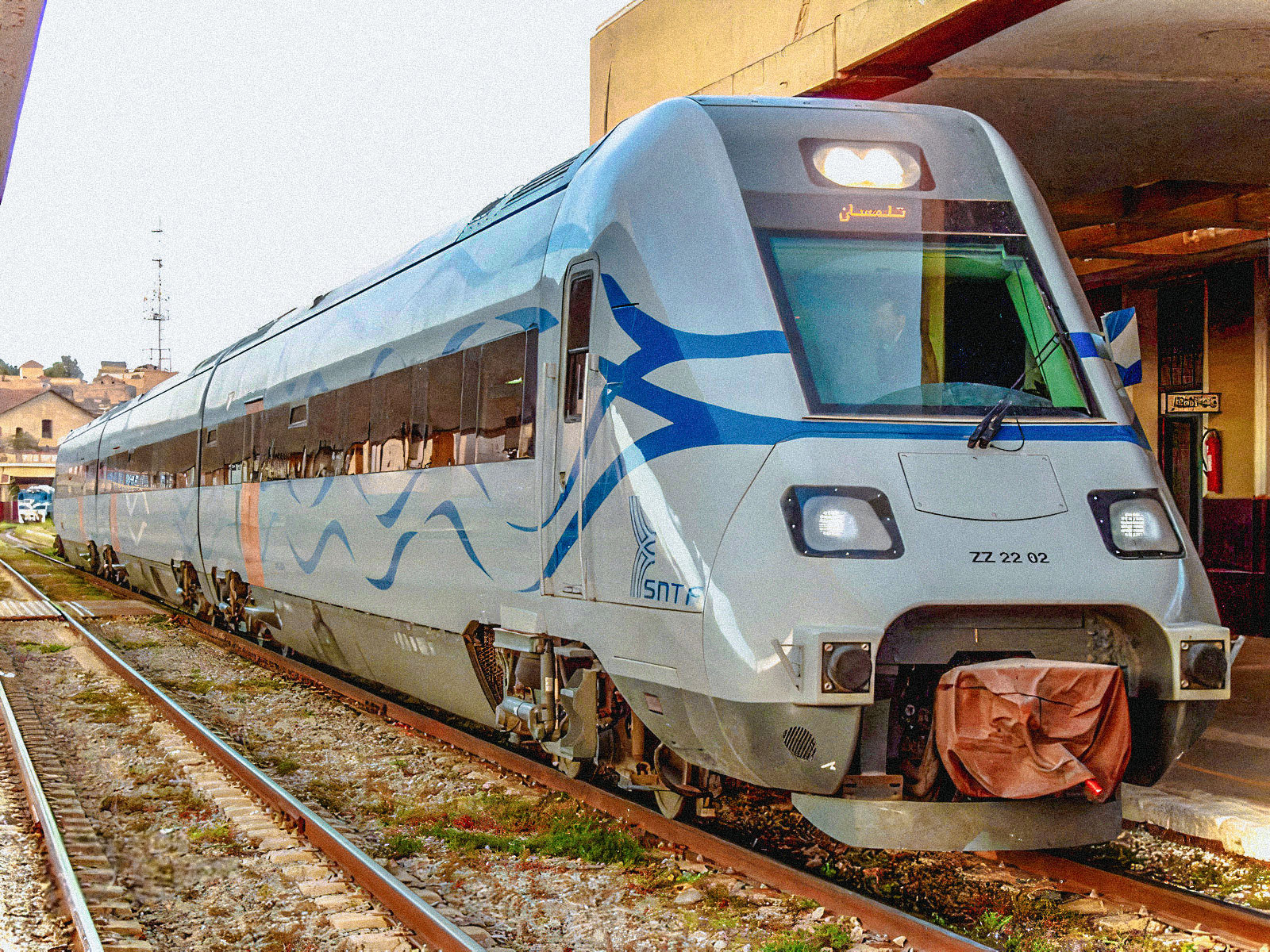
الشركة الوطنية للنقل بالسكك الحديدية
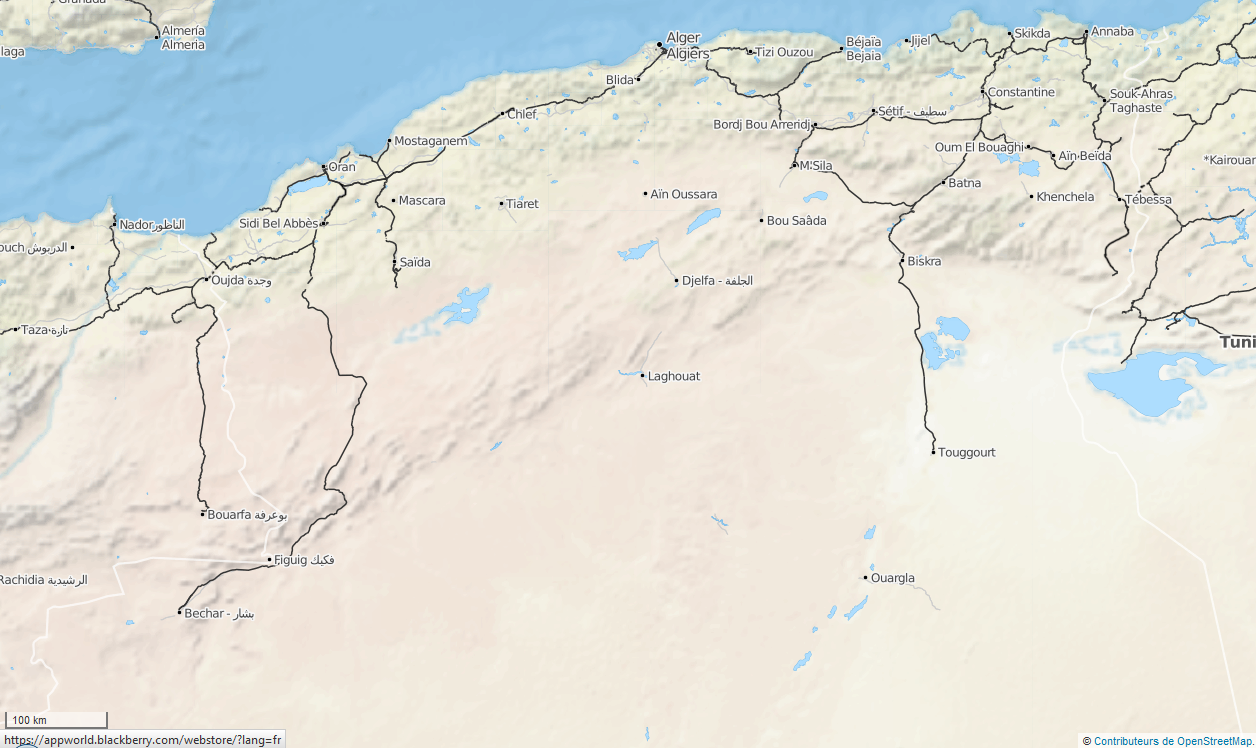
النقل بالسكة الحديدية في الجزائر

### مواضيع ذات صلة
- وزارة النقل الجزائرية
- الشركة الوطنية للنقل بالسكك الحديدية
- النقل في الجزائر
- محطات السكك الحديدية في الجزائر
- النقل بالسكة الحديدية في الجزائر
- النقل في ولاية الجزائر
- تاريخ السكك الحديدية الجزائرية
- قائمة خطوط السكة الحديدية في الجزائر
- الوكالة الوطنية لدراسة ومتابعة إنجاز الاستثمارات في السكك الحديدية
- قائمة محطات القطار في الجزائر
- شركة السكك الحديدية الجزائرية [الفرنسية]
- خط سكة حديد من الجزائر إلى وهران
- طريق وطني 1 (الجزائر)

### فيديوهات
- 1- خط السكة الحديدية بين زرالدة وبئر توتة على يوتيوب
- 2- خط السكة الحديدية بين زرالدة وبئر توتة على يوتيوب
- 3- خط السكة الحديدية بين زرالدة وبئر توتة على يوتيوب
- 4- خط السكة الحديدية بين زرالدة وبئر توتة على يوتيوب
- 5- خط السكة الحديدية بين زرالدة وبئر توتة على يوتيوب
- 6- خط السكة الحديدية بين زرالدة وبئر توتة على يوتيوب
- 7- خط السكة الحديدية بين زرالدة وبئر توتة على يوتيوب
- 8- خط السكة الحديدية بين زرالدة وبئر توتة على يوتيوب

### وصلات خارجية
- الموقع الرسمي للشركة الوطنية للنقل بالسكك الحديدية